# Pompano Beach
Pompano Beach – miasto portowe w Stanach Zjednoczonych, w stanie Floryda. Według spisu w 2020 roku liczy 112 tys. mieszkańców. Należy do obszaru metropolitalnego Miami, od którego znajduje się na północ i leży pomiędzy Fort Lauderdale i Boca Raton.

## Demografia
Według danych pięcioletnich z 2020 roku, 58,5% mieszkańców stanowiła ludność biała (41,8%, nie licząc Latynosów), 30,2% to czarnoskórzy Amerykanie lub Afroamerykanie, 7,0% miało rasę mieszaną, 1,7% to Azjaci, 0,15% to rdzenna ludność Ameryki, 0,006% to Hawajczycy i mieszkańcy innych wysp Pacyfiku. Latynosi stanowią 23,9% ludności miasta.
Poza osobami pochodzenia afroamerykańskiego, do największych grup należą osoby pochodzenia haitańskiego (8,4%), włoskiego (7,1%), niemieckiego (7%), irlandzkiego (6,9%), meksykańskiego (5,4%), „amerykańskiego” (5,2%), angielskiego (5,2%), portorykańskiego (3,5%) i kubańskiego (3,1%).

## Klimat
| Miesiąc | Sty  | Lut  | Mar  | Kwi  | Maj  | Cze  | Lip  | Sie  | Wrz  | Paź  | Lis  | Gru  | Roczna |
| --- | ---- | ---- | ---- | ---- | ---- | ---- | ---- | ---- | ---- | ---- | ---- | ---- | ------ |
| Średnie temperatury w dzień [°C]                                                                                      | 24.6 | 25.6 | 26.8 | 28.7 | 30.2 | 31.6 | 32.5 | 32.6 | 31.7 | 30.1 | 27.4 | 25.7 | 28,9   |
| Średnie dobowe temperatury [°C]                                                                                       | 20.2 | 21.3 | 22.6 | 24.8 | 26.5 | 28.1 | 28.9 | 29.0 | 28.3 | 26.6 | 23.7 | 21.7 | 25,1   |
| Średnie temperatury w nocy [°C]                                                                                       | 15.8 | 16.9 | 18.3 | 20.8 | 22.9 | 24.6 | 25.3 | 25.4 | 24.9 | 23.2 | 19.9 | 17.6 | 21,3   |
| Opady [mm] | 49   | 51   | 74   | 85   | 139  | 204  | 134  | 160  | 193  | 169  | 93   | 62   | 1413   |
| Źródło: NOAA (liczba dni z opadami dla wartości 0,25 mm, 53 km na północ od centrum Miami, 2 km od oceanu, 1991-2020) |      |      |      |      |      |      |      |      |      |      |      |      |        |